# 穀陽鎮 (固鎮縣)
穀陽鎮，是中华人民共和国安徽省蚌埠市固镇县下辖的一个行政建制镇。原名城關鎮，2022年5月18日改爲現名。

## 行政区划
穀陽鎮下辖以下地区：
东关社区、孟庄社区、固东社区、大营社区、瓦房街社区、东元社区、东风社区、谷阳社区、垓下社区、黄元社区、西圩社区、西关社区、站下社区、浍河社区、张洪社区、唐南社区、瓦坊社区、刘庄村、张桥村、大楼村、皇店村、龙滩村、桥口村、宋店村、团结村、五里井村、王楼村、河东村、大何村、田庄村、七里村、溧涧村、三里村和南陈圩村。